# Abagrotis scopeops
Abagrotis scopeops är en fjärilsart som beskrevs av Dyar 1904. Abagrotis scopeops ingår i släktet Abagrotis och familjen nattflyn. Inga underarter finns listade i Catalogue of Life.